# Estaterià
L'Estaterià és l'últim període geològic del Paleoproterozoic i durà entre fa 1.800 i fa 1.600 milions d'anys. En lloc d'estar basades estratigràficament, aquestes dates estan definides cronològicament.
El nom deriva de l'ètim grec statherós ('estable').
Les primeres formes de vida eucariotes aparegueren durant aquest període.
També es caracteritza pel fet que, en gran part dels continents, hi hagué o bé processos de formació de plataformes continentals o bé processos de cratonització.
El supercontinent Colúmbia es formà a principis d'aquest període.